# オデュッセイア
『オデュッセイア』（古代ギリシア語イオニア方言: ΟΔΥΣΣΕΙΑ（Ὀδύσσεια）、古代ギリシア語ラテン翻字: Odysseia、ラテン語: Odyssea）は、『イーリアス』とともに「詩人ホメーロスの作」として伝承された古代ギリシアの長編叙事詩。題名は「オデュッセウス（について）の（詩歌）」の意味。神の呪いを受けて長年さまよった英雄が故郷に帰還し、自分の家にはびこる敵を倒す物語。

## 概要

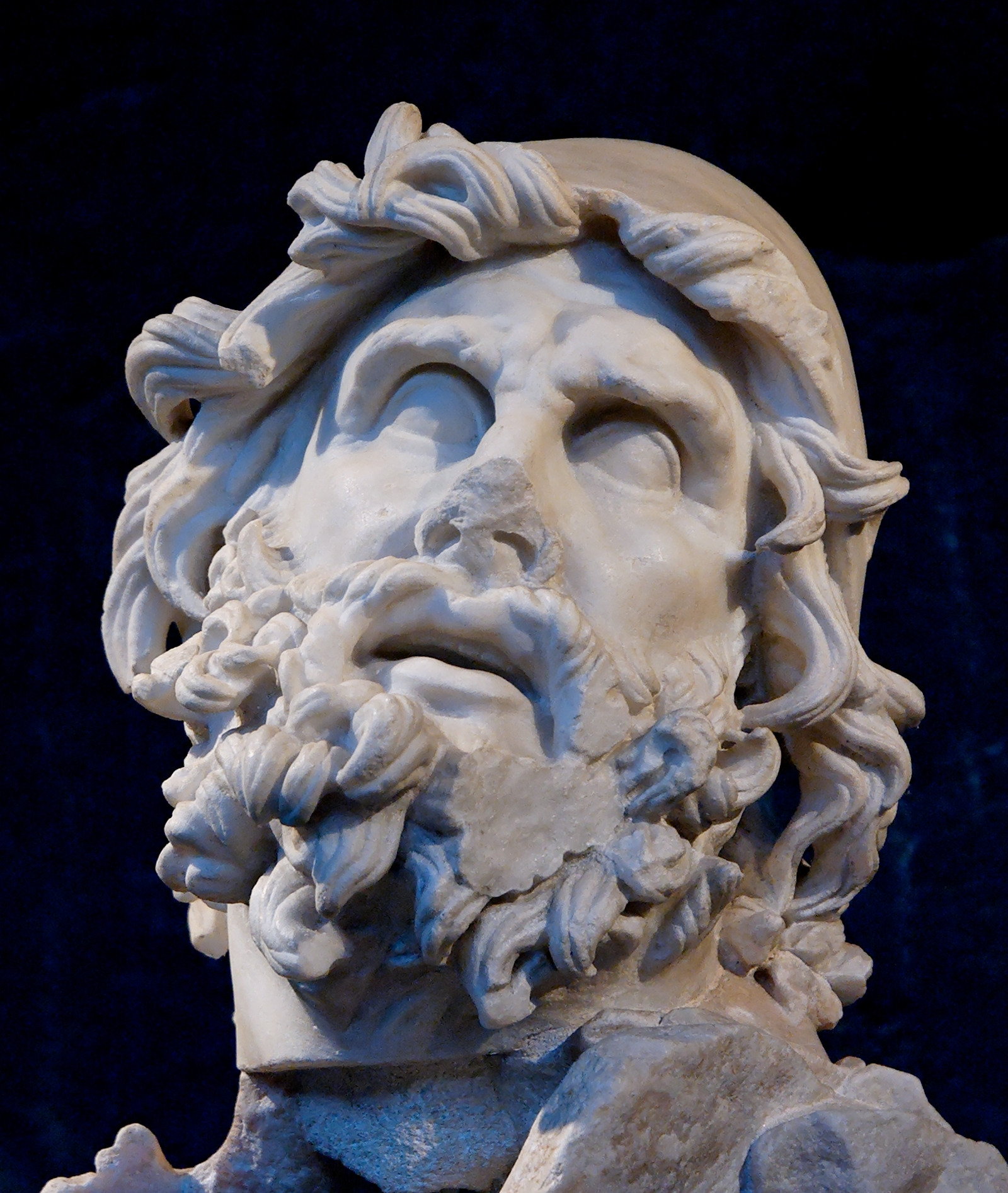
オデュッセウス

『イーリアス』の続編作品にあたり、そのため叙事詩環の一つに数えられることもある。長編叙事詩では、古代ギリシア文学最古期にあたる。
イタケーの王である英雄オデュッセウスがトロイア戦争の勝利の後に凱旋する途中に起きた、10年間にもおよぶ漂泊が語られ、オデュッセウスの息子テーレマコスが父を探す探索の旅も展開される。不在中に妃のペーネロペーに求婚した男たちに対する報復なども語られる。
紀元前8世紀頃に吟遊詩人が吟唱する作品として成立し、その作者はホメーロスと伝承されるが、紀元前6世紀頃から文字に書かれるようになり、現在の24巻からなる叙事詩に編集された。この文字化の事業は、伝承ではアテーナイのペリクレースに帰せられる。

古代ギリシアにおいては、ギリシア神話と同様に『オデュッセイア』と『イーリアス』は、教養ある市民が必ず知っているべき知識のひとつとされた。なお『イーリアス』と『オデュッセイア』が同一の作者によるものか否かは長年の議論があるところであり、一部の研究者によって、後者は前者よりも遅く成立し、かつそれぞれの編纂者が異なるとの想定がなされている。

## 構成
ホメーロスの叙事詩は、古代ギリシア文化成熟期前の先ギリシア文化とでも言うべき、「エーゲ海混成民族」の口伝として伝えられていた物語で、『吟遊詩人』が詠唱する形であった。文学として綴られたのは上述の通りかなり後のことである。朗唱として「ムーサへの祈り」から始まり、ムーサに「伝えられるべき物語」を懇願する形式を取っている。懇願によってムーサ女神が、吟遊詩人の言葉を通じて「ある英雄」の話をヘクサメトロンの韻律で人々に伝え語るのである。

### ムーサへの祈り
ホメーロスの叙事詩には、朗誦の開始において「ムーサへの祈り」の句が入っている。これは話を始める契機としての重要な宣言であり、自然なかたちで詩のなかに織り込まれている。『オデュッセイア』では、最初の行は次のようになっている。
原文の語順どおりに訳すと、次のようになる。
「あの男」とは、オデュッセウスのことを指す。オデュッセウスが経験した数々の苦難の旅の物語を、わたしの舌を通じて語ってください、とムーサに祈るのである。つまりは、ムーサが朗詠者に宿り、語り部は実はムーサであるということになる。

### 第1歌
『ムーサよ、あの男（トロイア戦争での英雄）の事を語ってください…』と懇願する形で始まり、
聴衆にこの物語が「イーリアス」と関係が深い事を示唆しながら興味を引くような形になっている。
場面は、「イーリアス」のトロイア戦争で活躍した英雄オデュッセウスが、女神カリュプソー（「隠す者」の意）の島に囚われているところからこの物語は始まる。
主神ゼウスはじめとするオリュンポスの神々のほとんどが「オデュッセウスを故郷のイタケーに帰郷させること」を決議するが、オデュッセウスに我が子ポリュペーモスの眼を潰された海神ポセイドーンのみはオデュッセウスに深い恨みを持ち続け、海路で帰途に就こうとするオデュッセウスに様々な困難をもたらす趣旨が説明され、聴衆にオデュッセウスの帰路の旅が困難になるであろう事を前提で示しながら、また同時に英雄オデュッセウスに対してオリュンポスの神々が少なからず助力し「正しい行いをする者」を神々が憐み見放さない事を聴衆に暗示しつつ語りかけを成立させている。
先のトロイア戦争（「イーリアス」）で、奮戦したオデュッセウスは、彼の故郷イタケーでは「オデュッセウスは既に戦死したものと考えられており（既に数年が経過している）」オデュッセウスの妻ペーネロペーの元には、オデュッセウスの莫大な財産とイタケーの支配を目論む40人の遺産目当ての求婚者たちがオデュッセウス邸を占拠してたむろしていた。「オデュッセウスはイタケーの王であり、王の不在は国の不備」であるのが求婚者達の言い分である。オデュッセウスの妻ペーネロペーは夫オデュッセウスの帰還を待ち続け、オデュッセウスが生きて帰ってきてくれる事を願っているが、悪辣な求婚者達の無道な振る舞い（オデュッセウスの財産の蚕食）をさせるがままになっていた（古代ギリシアでは、有力者は客人を歓待するのが習わしであったが、王の不在をいいことに王宮で享楽にふけり、文字通り財産を食い尽くさんとする所業は、アテーナーが指摘するように悪辣な行為である）。イタケーの王が不在の今、ペーネロペーには「オデュッセウスが生きて帰ってきてくれる事を待ち続けるしかないのだが」、求婚者たちはそれを許さず「王の不在」を理由として早急に事態の解決を迫り、「ペーネロペーが女の仕事、機織り（）の織物を完成させた暁には、（オデュッセウスの生還を諦め）求婚者たちの誰かと結婚する事を約束させた」。こうしたオデュッセウス家の苦境に、天神ゼウスの使いとして現れた女神アテーナーは、父（オデュッセウス）を識る旧知の仲の友人として「異国の王・メンテース王」の姿に扮してテーレマコスの元を訪れる、メンテース王はオデュッセウス邸での現状についてテーレマコスに問い質す。「これは如何なる会食か？この者たちは如何なる理由でここにいるのか？このような傍若無人な振る舞いを心有るひとがみれば憤慨するに違いないでしょうに」と狼藉を許している現状を嘆き、天行を説きつつ「そなたはもう子供ではなく立派な大人になったのだから、勇猛な父に恥じぬような行いをしなければならない。まずは父上の行方を探し生死を確認してから、もし亡くなられていたのならば立派な葬儀を執り行い、母上を再婚させればよろしかろう、」「そして万事を成し遂げたらならば、貴方自身の大義も成された方がよかろう、慎重に心に秘して」と叱咤激励しつつ「父オデュッセウスを探す旅に出る事を述べ」ひとまずこの場を去った。テーレマコスは寝床につきながら異国の客人メンテース王に言われた「父を探す旅」について思いをめぐらすのであった。

### 第2歌
オデュッセウスが死んだと考えられているイタケーでは、オデュッセウスの妻ペーネロペーのところに、40人の求婚者が遺産目当てに言い寄って数年が経っていた。オデュッセウスの妻ペーネロペーの実子であるテーレマコスは、母の苦境とオデュッセウス家の窮状を救うべく決心し、イタケーの衆を集め求婚者達の横道ぶりを皆に訴えた、しかしテーレマコスの訴えは憐みを得たがすぐに求婚者たちの非難の声にかき消され、テーレマコスの訴えは虚しく終わる。ここにきてイタケーの衆の意を得られねかったテーレマコスは意を決し、父の行方を探す望み薄き危険な旅に出る事を決意する。この時テーレマコスは屋敷や町の者たちに自分を養育してくれた恩義を述べつつもオデュッセウス邸での非道ぶりに対して正義が糺されると宣言し、悪辣な求婚者たちへの敵対を表明する。求婚者たちは将来の憂いになるテーレマコスの除外も相談するが、女神アテーナーの助けを借りて、テーレマコスは無事に父の行方を探す旅に出立する。

### 第3歌
テーレマコスはまずイタケー島を出てピュロスに着き、同じアカイア人で武勇の名高いネストール王に会う。王はおりしも海神ポセイドーンへ生贄を捧げる祭祀の途中であったが、訪れてきた旅の若者を快く迎え儀礼に加えて歓待してくれた。古代ギリシアではゼウスは旅人の守護神でもあり、自身も艱難を経てトロイア戦争から帰国出来たネストール王は儀礼を尽くしてテーレマコスを歓待し、またテーレマコスも儀礼をもって王に答えた。この礼儀を弁えた若者に対して、王はトロイア戦争が9年の長きに及び多くの英雄たちさえも失った事を語りだす。そしてこのトロイア戦争に戦況を打開して戦に終止符を打ったのが知略の人・オデュッセウスであったと讃嘆し、戦争が終結しアカイア人の武将たちの多くが帰郷の際に亡くなった事告げる。が、肝心のオデュッセウスの行方はネストール王にも判らず、ネストール王が帰郷の際に神々への祭祀を怠りさまざまな海難に有った事をテーレマコスに語る（だからこそ祭祀を怠らず、テーレマコスを歓待している故を旅の話で語る）。オデュッセウスの生死については自分は判らないが海神の翁（ポセイドーンとは別の海神）に助けられた際に、この翁が言うには「オデュッセウスはカリュプソーの島に囚われているらしい」との伝聞をネストール王に語ってくれた。こうしてネストール王の帰国の艱難の帰路と、王の中の王「アガメムノーン王」がアイギストスに謀殺されたことを話し、漂流の間にアガメムノーンの仇を討つことを誓うが、帰国が叶ったおりに、アガメムノーン王の息子オレステースが父の仇アイギストスを見事討ち果たし後世に名を残す勇名を得た事をテーレマコスに語る。これはテーレマコスに対してもこれを見習い青年よ大義を成せとの激励の示唆なのであるが、テーレマコスは礼儀を持って返答しつつ「私にはそのような大事を成せる自信がない」と弱音を漏らす。ここで女神アテーナーはメントス王の姿を借りて弱音を吐くテーレマコスを叱責する。このような話の流れから、ネストール王は戦友オデュッセウスの息子に力を貸し、彼の息子たちにテーレマコスに助力する事を命じ、ネストール王の子息と壮麗な車を従わせスパルタのメネラーオス王に送った。

### 第5歌

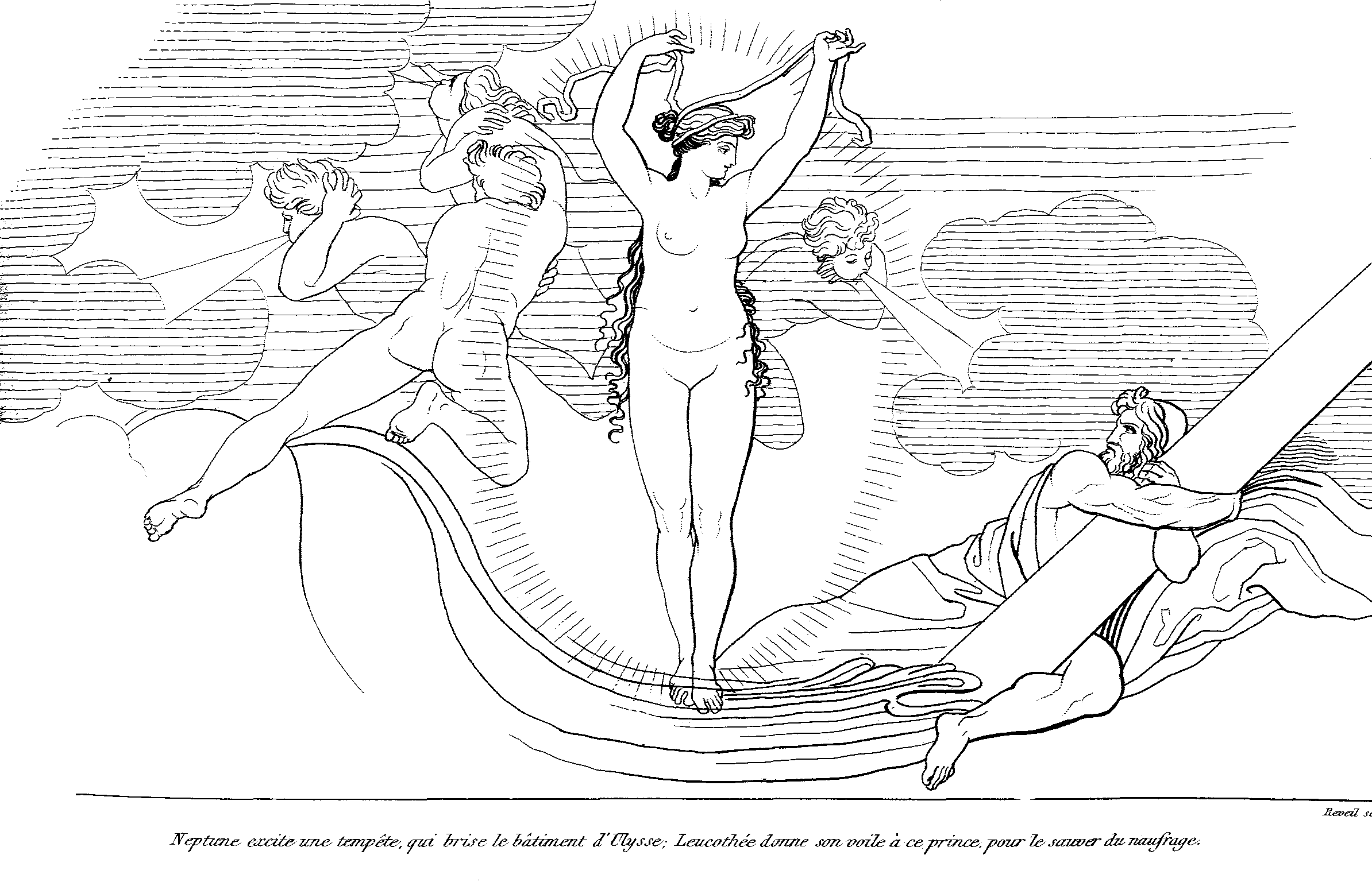
嵐で漂流するオデュッセウスを助けるレウコテアー女神。ジョン・フラクスマン画。

ポセイドーンの怒りを買い、イタケーに還れずにいるオデュッセウスに対して、他の神々は同情的である。ポセイドーンがアイティオピアーの宴席に赴いており、オリュンポスに不在である隙を見て、アテーナーは、大神ゼウスに嘆願し、オデュッセウスの帰国の許しを得る。神々の王ゼウスは、伝令使ヘルメースをカリュプソーの島に赴かせ、オデュッセウスを出立させる。しかし、その帰国を快く思わないポセイドーンは、オデュッセウスのいかだを三叉矛で難破させる。数日後、オデュッセウスは、海岸に流れ着き、オリーブの茂みで眠りにつく。

### 第6歌

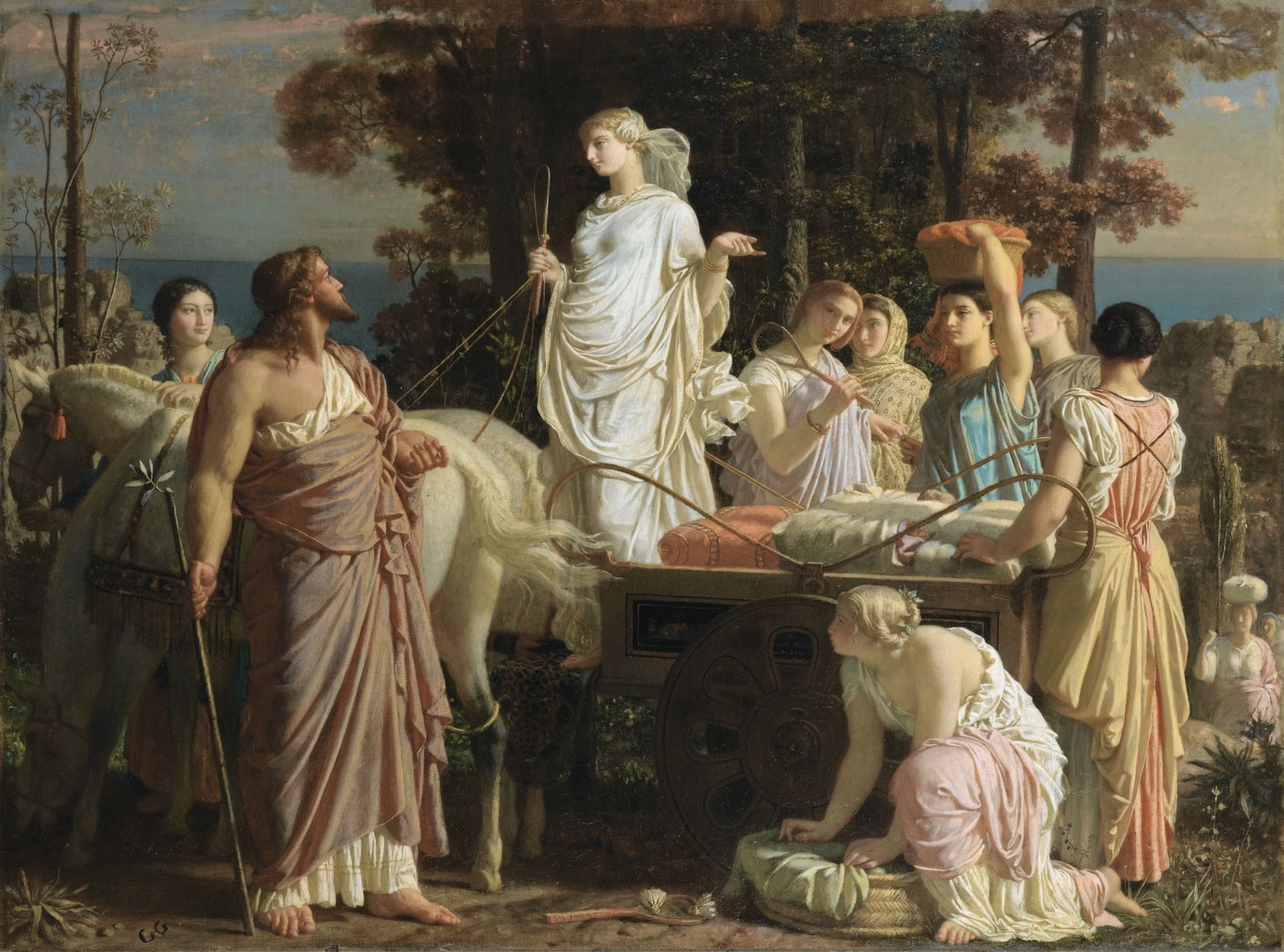
海岸に漂着したオデュッセウスとナウシカアー。

難破したオデュッセウスを海岸で助けたのは、パイアーケス人の王アルキノオスの王女ナウシカアーであった。

### 第7歌

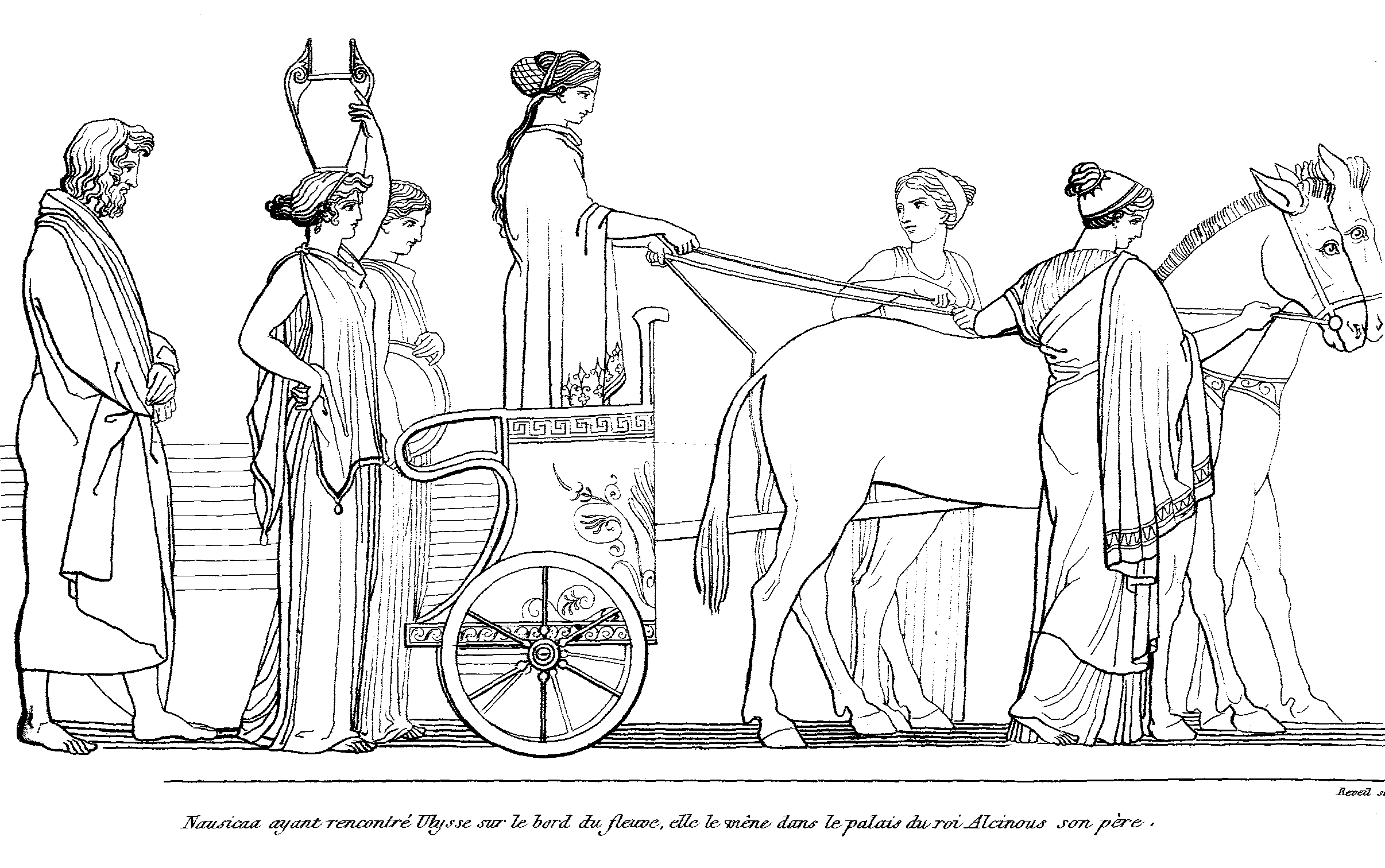
漂着したオデュッセウスを宮殿に案内するナウシカアー

ナウシカアー姫は父王の元に案内する。

### 第8歌
翌日は祝日になり、アルキノオス王の宴でオデュッセウスは楽人デーモドコスが歌うトロイア戦争の物語を聞き、密かに涙する。王は、オデュッセウスの素性を尋ねる。

### 第9歌
オデュッセウスは、自分の素性を話し、今までの長旅について話し始める。イスマロスの町、ロートパゴイ族、キュクロープスの話をする。

### 第10歌
アイオロスの風によって帰路に就こうとするが、船員が誤って風の袋を開け、来た方角に押し戻される。アイアイエー島の魔女キルケーに船員は豚にされてしまう。オデュッセウスは、ヘルメースに授けられた魔法を防ぐハーブ・モーリュにより助かる。キルケーは、オデュッセウスがオーケアノスを越えて、冥界に行かなければいけないことを話す。

### 第11歌
第11歌は「ネキュイア」（Nekyia）として知られる。
ヘーラクレースのジブラルタル海峡を越えて冥界に行く、母アンティクレイアの幽霊やトロイア戦争で死んだ兵士の幽霊に会う。また、預言者テイレシアースに会う。

### 第12歌

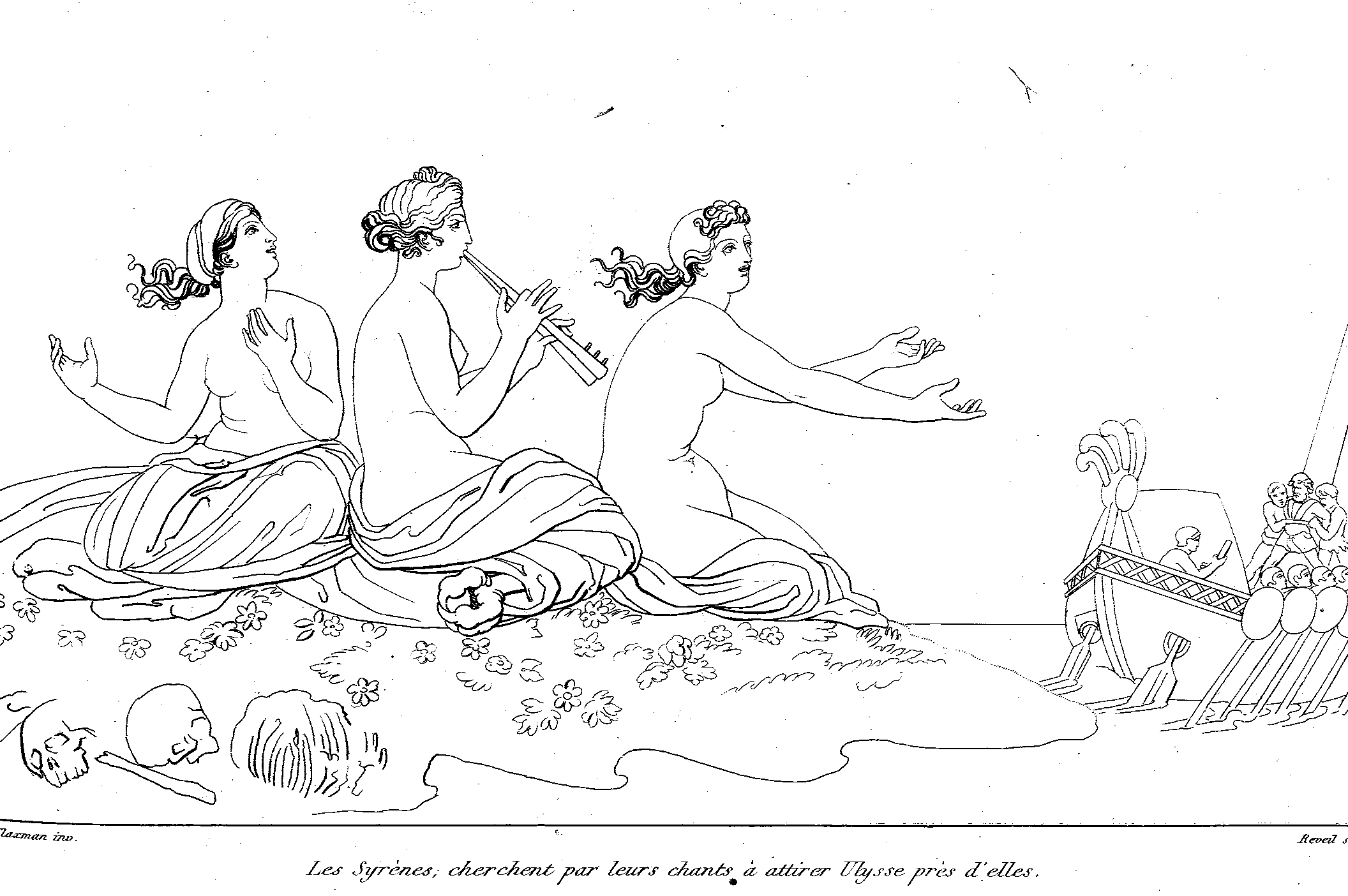
セイレーネスの島の傍らを進むオデュッセウス一行

オデュッセウスの航海と冒険の話の続き。キルケーの館より出て、仲間たちと船を進ませる途中、セイレーネス（セイレーンたち）という人の顔を持ち鳥の身体を持つ怪物がいる島の傍らを船は通過する。セイレーンたちの歌を聴いた者は、すべての記憶を失い、怪物セイレーンに近づきその餌食とされる。しかし、オデュッセウスは、その歌が聞きたく、仲間たちの耳は蜜蝋で塞ぎ、自分は帆柱に縛り付けもらい、身動きできないようにして、無事通過する。オデュッセウスは、セイレーンの島に進むのだと叫ぶが、仲間たちは歌もその言葉も聞こえないので、そのまま無視して進んだ。
次に、怪物スキュラのいる岩の横を通過する。スキュラは、六本の頭で仲間たち六人をくわえて捉えむさぼり食うが、オデュッセウスを初め、他の仲間は何とか無事にスキュラの岩の傍らを通過できた。
それから、さらにヘーリオスの家畜がいる、トリーナキエー島に一行は上陸する。オデュッセウスは、あらかじめに警告を受けていたので上陸を止めたが、仲間たちが上陸すると云って聞かず、やむをえず上陸する。すると、やはり凶事は起こり、部下がヘーリオスの家畜をみだりに殺し食用にしたため、家畜を世話していたヘーリオスの娘ラムペティエーはそのことを父に知らせた。ヘーリオスは、怒ってゼウスに訴えたので、ゼウスは船に雷を落とした。彼らの船は再びスキュラの岩とカリュブディスの近くに流され、今度は、大渦巻きですべてを飲み込むカリュブディスの岩の下の海に吹き寄せられた。船は仲間を含めて渦巻きに飲み込まれたが、オデュッセウスだけは助かり、カリュプソーの島に流れ着いた。

### 第13歌

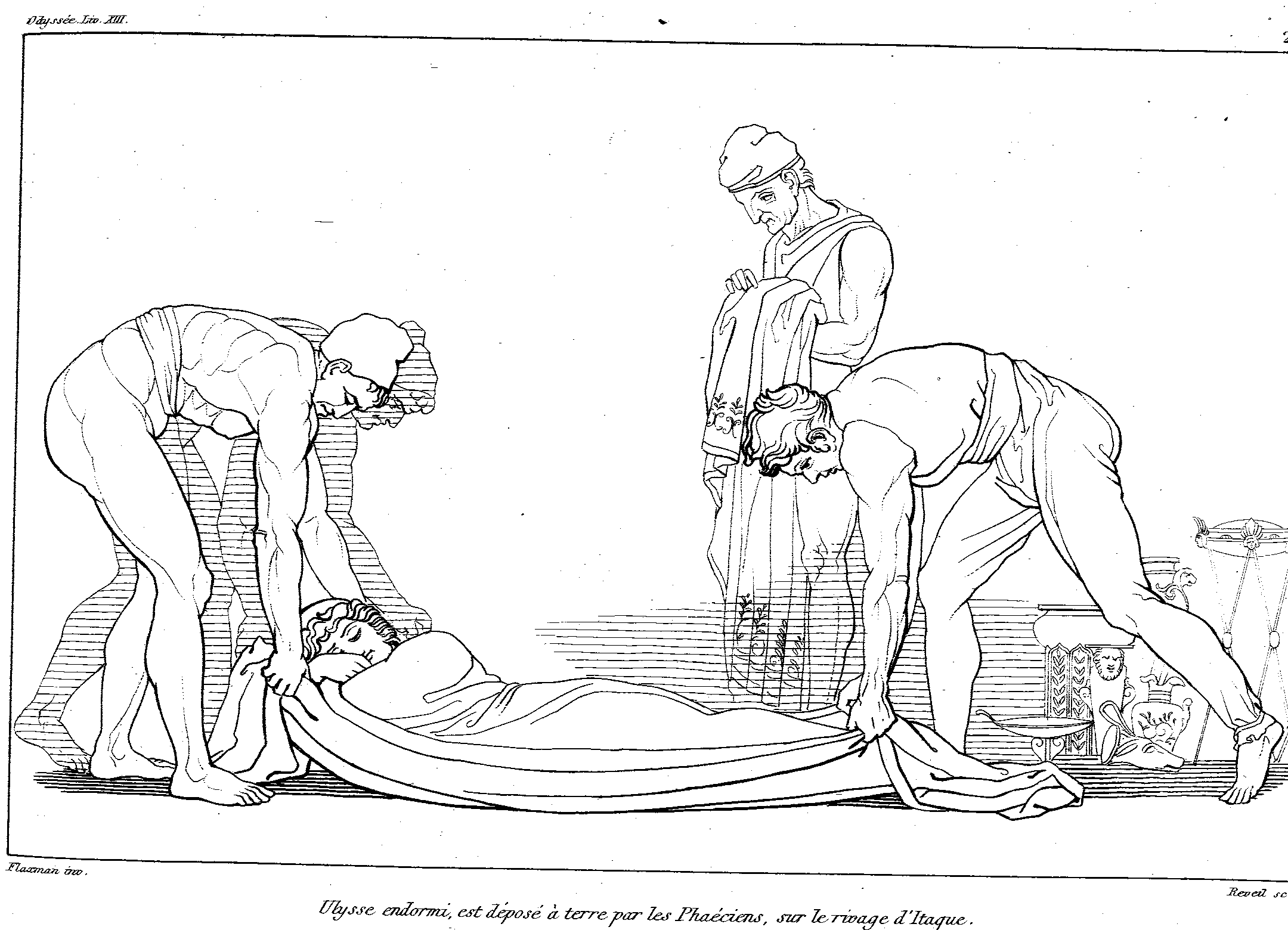
イタケー島に到着し、眠りのなか洞窟に運ばれるオデュッセウス。ジョン・フラクスマン画。

オデュッセウスの話は終わり、アルキノオス王は彼にイタケーに帰るように話し、オデュッセウスはアルキノオスから魔法の船を借り、イタケーへ船出し帰還する。アテーナーは、彼を老人に変装させる。

### 第14歌
豚飼いのエウマイオスは、素性を明かしていないオデュッセウスを歓待する。

### 第15歌
アテーナーは、テーレマコスに故郷に帰るように言う。

### 第16歌
テーレマコスがイタケーに帰ると、アテーナーはオデュッセウスを元の姿に戻す。オデュッセウスは、テーレマコスと再会する。2人は計略を練り、オデュッセウスが死んだと偽る。

### 第17歌
アテーナーは再びオデュッセウスを乞食の姿に戻し、彼は街へ帰る。

### 第18歌

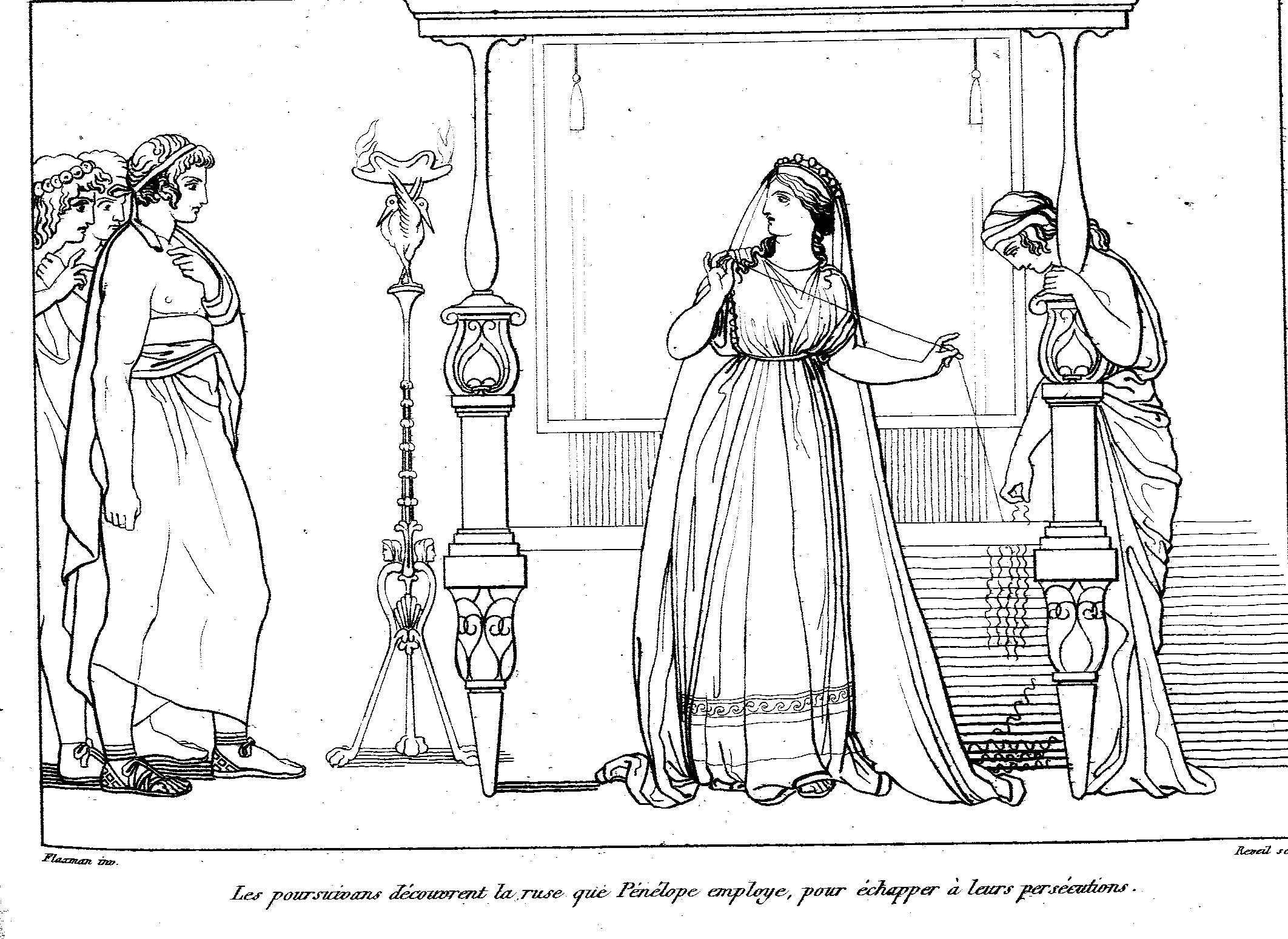
機を織るペーネロペイアと求婚者たち。ジョン・フラクスマン画。

求婚者は、オデュッセウスの鍛えられた筋肉に驚く。

### 第19歌
オデュッセウスはペーネロペーと長く話すが、素性は明かさない。かつての乳母エウリュクレイアは、膝の傷から彼がオデュッセウスであることに気付く。

### 第20歌
ゼウスは、青空に雷を落とす。

### 第21歌
ペーネロペーは、オデュッセウスの弓を持ち、「この強弓を扱える者と私は結婚する」と告げる。求婚者は、次々と試すが失敗、その日がアポローンの祭日であった為に、献酒する。オデュッセウスは弓で、矢を12本の斧の穴に通す。

### 第22歌
オデュッセウスは首謀者アンティノオスの喉を矢で射抜き、息子や家来と共に他の求婚者たちをすべて討ち果たす。次いで、オデュッセウスを裏切った侍女たちを絞首刑に処し、メランティオスを殺す。

### 第23歌
オデュッセウスは、ペーネロペーに冒険談を話す。

### 第24歌
オデュッセウスは、父ラーエルテースと再会する。求婚者の親族が復讐しようとするが、アテーナーが仲裁する。

## 原典訳書
- 松平千秋訳 『オデュッセイア』 岩波文庫（上下）、1994年、のちワイド版、電子書籍版（2013年より）。散文訳
- 呉茂一訳 『オデュッセイアー』 岩波文庫（旧版 全2巻）。韻文訳
  - 『ホメーロス オデュッセイア 世界文学全集1』集英社。グーテンベルク21（上下、電子出版）で再刊。散文訳
- 高津春繁訳 「オデュッセイア」-『世界古典文学全集1 ホメーロス』、『筑摩世界文学大系2 ホメーロス』 各・筑摩書房。散文訳
- 中務哲郎訳 『オデュッセイア』 京都大学学術出版会〈西洋古典叢書〉、2022年。散文改行訳

## 関連作品
- ジェイムズ・ジョイスの長編小説『ユリシーズ』（集英社ほか）は、『オデュッセイア』を下敷きにしたパロディ作品でもある。
- 『ユリシーズ』（1954年制作のイタリア映画） - オデュッセイアの映画化。
- 『ユリシーズの瞳』（1995年制作のギリシャ映画） - オデュッセイアをモチーフとした映画。
- 『宇宙伝説ユリシーズ31』（1981年制作の日仏合作テレビアニメ）はこの物語に材を取っている。主人公の名はユリシーズ、息子はテレマークという。
- 日本に中世から伝わり、幸若舞などにもなっている説話に『百合若大臣』がある。これは、主人公の百合若が戦から帰る途中で家来に裏切られて島に置き去りにされ、そこから苦心して帰還するというストーリーである。百合若は帰宅後、自分の妻に言い寄る男たちを弓で射殺す。以上のようにまとめると、『百合若大臣』はオデュッセイアと酷似している（主人公もオデュッセウスのラテン語名「ウリッセス」に似ている）。そのため、『百合若大臣』は『オデュッセイア』が日本で翻案されたものであるという仮説も提唱された。著名な提唱者は坪内逍遥や南方熊楠。
- 『The Odyssey』（2026年制作のアメリカ映画） - クリストファー・ノーランが監督するオデュッセイアの映画化。

## その他
- トロイア戦争が紀元前1200年代中期であるとの考古学的推定に基づき、トロイア陥落の100年以内の期間を調べた結果、『オデュッセイア』中の日食など天文現象に関する描写が歴史的事実の可能性があるとの研究報告が、2008年6月23日の『米科学アカデミー紀要』に発表された[4]。同報告によると、オデュッセウスが帰国したのは皆既日食が発生した紀元前1178年4月16日（紀元前12世紀）と比定される。
- 西欧諸語では原義から転じてしばしば「長い航海」の意味でも使われる（例：『2001年宇宙の旅』の原題 2001: A Space Odyssey、アメリカ航空宇宙局（NASA）の火星探査機2001 Mars Odysseyなど）。
- 本田技研工業（ホンダ）で生産されているミニバン、オデッセイ（ODYSSEY）の名もこれに由来する。また、同社で生産されているミニバン、エリシオン（ELYSION）は、この物語に登場する楽園の名であるエーリュシオンに由来している。また、海外専売車のミニバン、フィアット・ウリッセ（ウリッセはオデッセイアのラテン語読み）も同等の由来である。